# Nemeritis quercicola
Nemeritis quercicola är en stekelart som beskrevs av Horstmann 1980. Nemeritis quercicola ingår i släktet Nemeritis och familjen brokparasitsteklar. Inga underarter finns listade i Catalogue of Life.